# American Pie 2
American Pie 2 (bra: American Pie 2 - A Segunda Vez é Ainda Melhor; prt: American Pie 2: O Ano Seguinte) é um filme de comédia de 2001, sendo a sequência de American Pie (1999) e o segundo filme da franquia homônima.
Escrito por Adam Herz e David H. Steinberg e dirigido por J. B. Rogers, o filme retoma a história dos cinco amigos Jim, Oz, Kevin, Stifler e Finch, contando como eles se reencontram durante o verão após seu primeiro ano de faculdade. Nesta sequência, Nadia está prestes a visitar Jim, que ainda não se sente preparado sexualmente para encontrá-la e receberá a ajuda de seus amigos; além deles, Jim também conta com a ajuda de Michelle para melhorar sua libido. Grande parte do filme se passa em uma casa de praia em Grand Harbor, Michigan, por sugestão do irmão mais velho de Kevin.
American Pie 2 foi lançado nos cinemas dos Estados Unidos em 10 de agosto de 2001 e arrecadou mais de US$ 145 milhões domesticamente e US$ 142 milhões no exterior contra um orçamento de US$ 30 milhões, se tornando um sucesso comercial.

## Enredo
Ao ficarem de férias após o primeiro ano da faculdade, Jim Levenstein, Kevin Myers, Chris "Oz" Ostreicher e Paul Finch vão à uma festa promovida por Steve Stifler. No entanto, a polícia invade o local pondo fim na festa. Kevin é inspirado por seu irmão a alugar uma casa de praia no Lago Michigan e dar uma grande festa para fechar o verão.
O grupo consegue um emprego temporário pintando imóveis para pagar o aluguel da casa. Jim recebe um telefonema de sua ex-colega de intercâmbio e antigo interesse amoroso (do primeiro filme) Nadia, que o informa que planeja visitá-lo. Para ganhar experiência sexual, Jim procura sua namorada no baile de formatura do ensino médio, Michelle, que concorda em ajudá-lo depois que ele é confundido com um talentoso tocador de trombone com deficiência mental e faz papel de bobo na frente de uma plateia em um dos shows da banda de Michelle.
O grupo promove uma pequena festa onde Kevin e sua ex-namorada Vicky mentem desajeitadamente um para o outro sobre o número de parceiros sexuais que tiveram durante a faculdade. Oz tenta fazer sexo por telefone com sua namorada Heather enquanto ela faz um intercâmbio na Espanha, mas eles são interrompidos por Stifler.
Enquanto pintam uma casa, o grupo observa duas jovens moças que Stifler julga serem lésbicas e ele entra no quarto delas enquanto as garotas estão fora para encontrar provas; Jim e Finch o perseguem para dentro na tentativa de detê-lo quando as mulheres voltam para casa e encontram o trio lá dentro. As garotas tentam os meninos com alguns atos sexuais quid pro quo; quando Stifler expõe seus órgãos genitais depois que as mulheres pedem para ver os meninos se masturbarem, Finch e Jim vão embora do quarto enojados.
Jim visita Michelle novamente para obter dicas sexuais e eles quase são pegos pelo diretor do acampamento. Stifler traz pornografia para o grupo e Jim mais tarde acidentalmente molha seu pênis com supercola ao confundir o produto com um lubrificante íntimo e descobre que sua genitália ficará "inutilizável" por um curto período de tempo. Enquanto isso, Finch se envolve na arte do Tantra para poder praticá-la com a mãe de Stifler; mais tarde ele se desaponta uma vez que quem chega para a festa era o irmão mais novo de Stifler, e não a mãe deste.
Nadia inesperadamente chega cedo, para desespero de Jim, pois seu pênis ainda não está totalmente curado. Ele e Michelle fingem estar em um relacionamento. No entanto, Michelle começa a desenvolver uma paixão por ele. Eles simulam um rompimento na noite da festa para que Jim fique livre para ficar com Nadia. Quando a festa começa, Jim também percebe que ama Michelle e deixa Nadia de lado. Jim corre de volta ao acampamento de Michelle e interrompe a apresentação no show de sua banda e eles voltam para a festa juntos, agora como namorados.
Enquanto isso, Sherman é seduzido por Nadia, que se sente atraída por sua personalidade nerd. Kevin fica desapontado ao saber que Vicky trouxe um novo namorado para a festa e sai furioso para a praia. Oz fica feliz quando Heather chega inesperadamente mais cedo. Jim, Oz e Finch falam com Kevin, que admite que está lutando para seguir em frente depois do colégio; os amigos o tranquilizam e o convencem a voltar para a festa. Ao retornar, Kevin pede desculpas a Vicky e todos aproveitam uma noite de festa juntos. As duas "lésbicas" chegam à festa e depois fazem sexo a três com Stifler.
No dia seguinte, o grupo se prepara para partir quando um carro estaciona; Finch se aproxima e encontra a mãe de Stifler lá dentro. Eles vão embora juntos antes que Stifler os veja e fazem sexo novamente enquanto o resto grupo volta pra casa em sua picape.

## Elenco
| Principal - Jason Biggs como James "Jim" Levenstein - Alyson Hannigan como Michelle Flaherty - Shannon Elizabeth como Nadia - Seann William Scott como Steven "Steve" Stifler - Chris Klein como Chris "Oz" Ostreicher - Thomas Ian Nicholas como Kevin Myers - Eddie Kaye Thomas como Paul Finch - Tara Reid como Victoria "Vicky" Lathum - Mena Suvari como Heather - Natasha Lyonne como Jessica - Eugene Levy como Noah Levenstein, pai de Jim | Coadjuvante - Molly Cheek como Sra. Levenstein - Chris Owen como Chuck "Sherminator" Sherman - Eli Marienthal como Matt Stifler - Casey Affleck como Tom Myers - John Cho como John - Justin Isfeld como Justin - Denise Faye como Danielle - Lisa Arturo como Amber | Secundário - Joelle Carter como Natalie - Tsianina Joelson como Amy - Bree Turner e Lacey Beeman como amigas de Amy, - George Wyner como diretor do acampamento - Larry Drake e Lee Garlington como pais de Natalie - Joanna Garcia como Christy - Nora Zehetner como Garota na festa - Luke Edwards e Adam Brody como Garotos do ensino médio - Neil Patrick Harris (não creditado) como Garoto na festa - Jennifer Coolidge (não creditada) como Jeanine Stifler, mãe de Stifler - Chris Penn (cena deletada) como Sr. Stifler |

## Produção

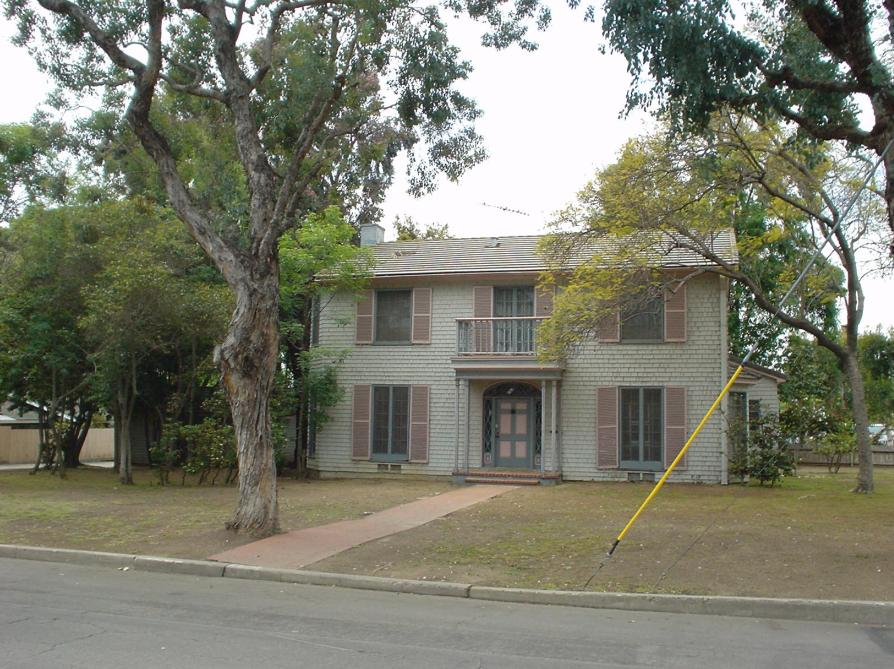
Imóvel localizado em Long Beach, Califórnia, que foi utilizado como locação da casa das amigas lésbicas (onde o grupo estava pintando de amarelo).

As filmagens do filme ocorreram entre os dias 14 de fevereiro e 27 de abril de 2001. Duas versões do filme foram lançadas: a versão teatral e a versão sem classificação. Para a versão teatral, o filme foi ligeiramente cortado com um total de dezenove cenas alteradas. Como resultado, American Pie 2 conseguiu obter uma classificação R da Motion Picture Association of America devido ao "forte conteúdo sexual, humor grosseiro, linguagem chula e consumo exagerado de bebidas alcoólicas".

## Recepção

### Bilheteria
Durante o seu fim de semana de estreia, American Pie 2 arrecadou US$ 45,1 milhões em 3.063 cinemas nos Estados Unidos e Canadá, ficando em primeiro lugar nas bilheterias superando Rush Hour 2; o filme bateu um recorde de maior bilheteria para uma comédia com classificação R da MPAA, superando Scary Movie. Este recorde seria mantido até 2008, quando foi superado por Sex and the City. No geral, teve o segundo maior fim de semana de abertura para qualquer filme classificado para maiores, atrás de Hannibal. Por catorze anos, American Pie 2 deteve o recorde de maior final de semana de estreia em agosto para um filme de "classificação R" até o lançamento de Straight Outta Compton em 2015 (também da Universal). Foi um dos quatro filmes consecutivos da Universal daquele ano a atingir US$ 40 milhões em um único fim de semana, juntamente com The Mummy Returns, The Fast and the Furious e Jurassic Park III. American Pie 2 se tornou o primeiro filme a liderar as bilheterias estadunidenses por várias semanas desde Pearl Harbor.
O filme saiu de circulação com uma receita bruta doméstica final de US$ 145.103.595 e US$ 142.450.000 no exterior, somando uma receita bruta mundial total de US$ 287.553.595. Arrecadou US$ 8,4 milhões em seu fim de semana de estreia na Alemanha, um recorde para uma comédia e para a United International Pictures no país, superando o recorde anterior da empresa estabelecido pelo primeiro Jurassic Park.

### Crítica
No Rotten Tomatoes, o filme tem um índice de aprovação de 52% com base em 127 críticas; o consenso do site afirma: "Sendo uma sequência, American Pie 2 não mantém o frescor do original, nem é tão engraçado". No Metacritic, o filme tem uma pontuação média ponderada de 43 de 100 com base nas críticas de 28 usuários, indicando "críticas mistas ou médias". As audiências pesquisadas pelo CinemaScore deram ao filme uma nota média "B+" em uma escala de "A+" a "F".
O crítico de cinema Roger Ebert deu ao filme 3 de 4 estrelas em sua crítica no jornal Chicago Sun-Times. No programa de TV estadunidense At the Movies, Ebert e Richard Roeper responderam a American Pie 2 com "dois polegares para cima", com Roeper afirmando que o filme proporciona "mais risadas do que o original".

## Trilha sonora
A trilha sonora do filme chegou ao número 7 na parada Billboard 200.
| N.º | Título                                                                              | Duração |  |
| 1.  | "Everytime I Look for You"                                                          | 3:05    |  |
| 2.  | "Scumbag"                                                                           | 1:44    |  |
| 3.  | "Bring You Down"                                                                    | 2:29    |  |
| 4.  | "Vertigo"                                                                           | 2:12    |  |
| 5.  | "Split This Room in Half"                                                           | 3:04    |  |
| 6.  | "Be Like That (American Pie 2 Edit)"                                                | 3:57    |  |
| 7.  | "Good (For a Woman)"                                                                | 2:29    |  |
| 8.  | "Always Getting over You"                                                           | 4:07    |  |
| 9.  | "Cheating"                                                                          | 3:47    |  |
| 10. | "Smokescreen"                                                                       | 3:34    |  |
| 11. | "Phoebe Cates"                                                                      | 3:40    |  |
| 12. | "Susan"                                                                             | 3:13    |  |
| 13. | "Fat Lip"                                                                           | 3:01    |  |
| 14. | "I Will"                                                                            | 4:42    |  |
| 15. | "Halo"                                                                              | 4:42    |  |
| 16. | "Here's One for You" (Não creditado; Incluída em algumas versões da trilha sonora.) |         |  |

1. "Everytime I Look for You" - Blink-182
2. "Scumbag" - Green Day
3. "Bring You Down" - Left Front Tire
4. "Vertigo" - American Hi-Fi
5. "Split This Room in Half" - Uncle Kracker
6. "Be Like That" (American Pie 2 Edit) - 3 Doors Down
7. "Good for a Woman" - Alien Ant Farm
8. "Always Getting over You" - Angela Ammons
9. "Cheating" - Jettingham
10. "Smokescreen" - Flying Blind
11. "Phoebe Cates" - Fenix*TX
12. "Susan" - The Exit
13. "Fat Lip" - Sum 41
14. "I Will" - Lucia Cifarelli
15. "Halo" - Oleander
16. "Laid" - Matt Nathason
17. "Everywhere" - Michelle Branch

As canções que foram adaptadas e incluidas no filme que não fazem parte da trilha sonora:
- "Something Hot" - The Afghan Whigs
- "In Too Deep" - Sum 41
- "Place in the Sun" - Lit
- "Mrs. Robinson" - The Lemonheads
- "Bruise" - Oleander
- "Last Time Again" - Lit
- "Anomaly (Calling Your Name)" - Libra presents Taylor
- "Flavor of the Weak" - American Hi-Fi
- "On My Mind" - Hoi Polloi
- "Blind Spot" - Transmatic
- "Gladiator March" - John Philip Sousa
- "Georgia on My Mind" - Hoagy Carmichael & Stuart Gorrell
- "In and Out" - Ali Dee
- "El Cumbanchero" - Rafael Hernández Marín
- "Everywhere" - Michelle Branch
- "Hash Pipe" - Weezer
- "Spanish Flea" - Julius Wechter
- "Smooth Criminal" - Alien Ant Farm
- "Another Day in the Life" - Toilet Böys
- "Want You Bad" - The Offspring
- "Hit or Miss" - New Found Glory
- "Here's One for You" - Witness (não-creditada)